# طارق حجي
طارق حجي كاتب ومفكر ليبرالي من مصر (مواليد 12 أكتوبر 1950 بورسعيد، مصر). تركز كتاباته على نشر قيم الحداثة، والديمقراطية، والتسامح، وحقوق المرأة بالشرق الأوسط باعتبارها أفكار عالمية والسبيل إلى تقدم المنطقة.
ألقى الكثير من المحاضرات–باعتباره أحد المنظرين الليبراليين المعاصرين–بكثير من جامعات العالم مثل: أكسفورد، طوكيو، ملبورن، سيدني، برنستون، كولومبيا، كينجز كولدج، كولورادو،
معهد هايك بفيينا، جامعة إراسموس بهولندا، الجامعة الأمريكية بالقاهرة، جامعة كاليفورنيا في بركلي، وغيرها من الجامعات العلمية والمراكز البحثية خاصة ما يتعلق بالشرق الوسط. يركز طارق حجي مجهوداته على الإصلاح الاقتصادي والسياسي والثقافي والتعليمي بمصر والشرق الأوسط. وهو أحد رموز التيار اليبرالي المصري الذي يتنامى باطراد، خاصة بعد ثورة 25 يناير والذي يدعوا إلى إجراء مراجعات شاملة ونقد الذات والاعتراف بفشل السياسات الإيديولوجيا الدوجما التي سيطرت على مصر والشرق الأوسط لمدد طويلة كما يرفض المبالغة والغرق في نظرية المؤامرة ويعتبرها من المشاكل الثقافية التي تحتاج إلى ثورة تغيير. كما ويدعو إلى حل سياسي عادل للصراع الفلسطيني - الإسرائيلي لتتفرغ دول المنطقة لعمليات التنمية الاقتصادية والاجتماعية.
حصل على جائزة Grinzane Cavour الإيطالية العالمية في الأدب عن عام 2008 وتسلم الجائزة في إيطاليا يوم 8 نوفمبر 2008. وجائزة Grinzane هي واحدة من أهم كبريات الجوائز الأدبية في العالم وقد مُنِحَت لأربع شخصيات أدبية حصل كل منهم بعد ذلك على جائزة نوبل في الأدب.

## دراسته وعمله
كانت دراسته بكلية الحقوق بجامعة عين شمس بمصر خلال مرحلة الليسانس ثم بقسمي الدراسات العليا والدكتوراه بجامعة عين شمس وجامعة جينيف بسويسرا. عمل كمدرس مساعد وكمدرس للاتفاقيات الدولية بكلية الحقوق بجامعة فاس المغربية (8 سنوات – حتى 1979). كما عمل من 1979 إلى 1986 بالمكتب الرئيسي لشركة شل العالمية للبترول في هولندا وبريطانيا كخبير في شئون الطاقة في الشرق الأوسط ثم عمل خلال السنوات من 1986 إلى 1996 كرئيس لشركات شل العالمية للبترول. تفرغ منذ صيف 1996 لإدارة شركته الخاصة (تانا لبترول الشرق الأوسط – بالمملكة المتحدة) ولأنشطته الثقافية المتعددة. إلى جانب مؤلفاته الأكاديمية، فقد نشر اعتبارًا من أوائل سنة 1978، 21 كتابًا بالعربية والإنجليزية تتعلق بقضايا الشرق الأوسط السياسية والاقتصادية والاجتماعية والثقافية والتعليمية.
اختير لعضوية مجالس إدارات ومجالس أمناء عشرات من مراكز البحوث والمؤسسات الثقافية في الولايات المتحدة وكندا ومصر من بينها عدد من دور الأوبرا العالمية. ونظرًا لاهتماماته الواسعة ومحاضراته العديدة في مجال مقارنة الأديان والتاريخ الديني واللاهوت المسيحي فقد أسست جامعة Toronto الكندية منحة دراسية للدراسات العليا باسمه هي (منحة طارق حجي للدراسات العليا في أبحاث الأديان المقارنة). إضافة الى ذلك، حاضر بأقسام الدكتوراه في دراسات الشرق الأوسط بجامعات أكسفورد ولندن وبرينستون وكولومبيا وكاليفورنيا بيركلي وميرلاند وكولورادو في بريطانيا والولايات المتحدة وجامعة روتردام الهولندية وجامعة طوكيو في اليابان. يمتلك واحدة من أكبر مجموعات الفنون التشكيلية في مصر (لفني التصوير والنحت) كما يمتلك واحدة من أكبر المكتبات الخاصة في العالم (32000 مجلد / كتاب).
خلال السنوات العشر 1998 / 2007 دعته معظم كبريات مراكز البحوث الأمريكية المعروفة Think-Tanks لعرض وجهات نظره بخصوص عددٍ واسع من شؤون الشرق الأوسط طارق حجي: بعد ثمان سنوات من التدريس بالجامعات الجزائرية والمغربية (1971/1979) عمل من 1979 وإلى 1986 كمستشار استراتيجي لمجموعة شركات شل العالمية للبترول في لندن. وخلال السنوات من 1986 إلى 1996 كان الرئيس الأعلى (والعضو المنتدب لإدارة) شركات شل العالمية للبترول. في 1996، عاد للحياة الأكاديمية مرة أخرى.

## مؤلفاته والجوائز
منذ أصدر أول مؤلفاته (في الفكر السياسي) في المغرب سنة 1978، أصدر 27 كتابا بالعربية والإنجليزية والفرنسية والإيطالية، كما نشرت له خلال السنوات من 1978 أكثر من ألف مقال بأكثر من عشر لغات. حاضر منذ استئنافه لحياته الأكاديمية بعدد كبير من الجامعات الكبرى (لندن وأكسفورد في بريطانيا، كولومبيا وبرينستون وكاليفورنيا بالولايات المتحدة، وسيدني وميلبورن بأستراليا، وجامعة طوكيو في اليابان وعدد كبير من الجامعات الإيطالية).
حصل على العديد من الأوسمة والجوائز، لعل أهمها جائزة غرينزان كافور (الإيطالية)، أحد أهم الجوائز الأدبية في العالم. شارك في تأسيس قسم الدراسات القبطية بالجامعة الأمريكية بالقاهرة. أطلقت كبري جامعات كندا (جامعة تورونتو) اسمه على «منحة طارق حجي للماجستير والدكتوراة في العلاقات التاريخية اليهودية-الإسلامية». دعاه الكونغرس الأمريكي وبرلمانات أخرى (مثل مجلس النواب الإيطالي والبرلمان الأسترالي ومجلس اللوردات البريطاني) للحديث عن سبل دمج الأقليات الإسلامية المهاجرة للولايات المتحدة أو لأوروبا أو لأستراليا في المجتمعات التي هاجروا لها. يهتم بإيصال رسالته الفكرية لعشرات الملايين ليس عن طريق الكتب والمقالات فقط، وإنما (أيضا) عن طريق وسائط تكنولوجيا المعلومات الحديثة (الإنترنيت + الفيس بوك + اليوتيوب الذي يبث المئات من حواراته التلفزيونية). المحاور الأساس لمشروعه الفكري هي: الحداثة أو العصرنة، إعطاء المكانة الأولي للعقل والعلم وتقنيات الإدارة الحديثة، التعددية، الغيرية، نظم التعليم القائمة على تفعيل العقل النقدي والإبداع، حقوق المرأة الكاملة كشريك مساو تماما للرجل في الإنسانية. يقوم حاليا بتأسيس حزب سياسي جديد في مصر يقوم على المحاور الأساس لمشروعه الفكري.

## مشروعه الفكري
حسب كلمات البروفيسور: Abraham Udovich (وهو يقدم «طارق حجي» لأساتذة معهد دراسات الشرق الأدنى بجامعة برينستون الأمريكية) فإن المشروع الفكري الذي يروج له طارق حجي في كتاباته يقوم على الركائز السبع التالية:
1. الإيمان بأن التقدم «ظاهرة إنسانية» قبل أية صفة أخرى.
2. أن «التعددية» هي أروع حقائق الحياة.
3. أن التعصب الديني والقومي والوطني والعرقي والأيديولوجي كلها ظواهر «ضد التقدم» و«ضد الإنسانية».
4. «الغيرية» هي من أهم القيم الإنسانية في عصر «ما بعد الأيديولوجيات».
5. «عالمية المعرفة» و«عالمية العلم» هما من أهم معالم التطور المعاصر للإنسانية.
6. الديموقراطية (وما يواكبها من حقوق الإنسان وحقوق المرأة والحريات العامة) هي من أهم منجزات القرنين الماضيين قبل (وأهم من) كل إنجازات العلوم التطبيقية.
7. الأديان هي شأن خاص لا علاقة لها إطلاقًا بإدارة المجتمعات والحياة، كما أنها ليست أساس أو مصدر القيم والأخلاق (كشأن خاص).

## وصلات خارجية
- موقع طارق حجي
- المزيد من موسوعة النجاح
- مقالات د. طارق حجى
- مقابلات تليفزيونية لدكتور طارق حجى
- مقالات وفيديوهات